# Blockhaus-hôpital des Sables-d'Olonne
Le blockhaus-hôpital des Sables-d'Olonne est un monument militaire situé dans le centre-ville des Sables-d'Olonne (Vendée) en France, sur la côte Atlantique. Construit par l'armée d'occupation allemande durant la Seconde Guerre mondiale, il a été préservé intact par la municipalité après la guerre, et transformé en 2017 en musée ouvert au public.

## Historique
Durant la Seconde Guerre mondiale la ville des Sables d’Olonne voit la construction d'environ 180 blockhaus afin d’assurer la défense du port des Sables d’Olonne. Ce blockhaus de type 118C, à vocation sanitaire, est construit en retrait de la zone stratégique des plages, afin de soigner les blessés légers provenant des zones de combat.
Son nom de code est 118C. L'édifice avec des murs de 2 mètres d’épaisseur (standig), équipé de portes blindées coulissantes étanches au gaz. Comporte 18 pièces :
- Une partie "technique" : avec un chauffage central, une salle de ventilateurs manuels et électriques, une salle groupe électrogène branché sur un récupérateur de chaleur pour assainir l'atmosphère, une réserve à carburant.

- Une partie "sanitaire" : avec une salle d’opération, deux chambrées pour les malades et les convalescents, avec leurs lits rabattables fixés au mur, un bureau pour les officiers chirurgiens et infirmiers, une salle relais téléphonique, deux douches de décontamination, une réserve à l'eau avec un puits, pour l'eau courante, des lavabos eau chaude et eau froide et deux WC à chasse d'eau (ces trois conforts que peu de Français connaissent à cette époque).

Rien ne manque à cet abri-hôpital tout en béton, construit début de l’année 1943 par l’Heer, implanté sur le site de l’abbaye Sainte-Croix, utilisée alors comme casernement et hôpital annexe au bunker.
Cet ensemble était camouflé en villa pour se noyer au milieu du paysage urbain avec un vrai toit en pente et de fausses fenêtres peintes en trompe-l’œil. Afin d’éviter que les bunkers infirmerie soient bombardés, des croix rouges étaient probablement peintes sur les murs afin de signaler leurs vocations sanitaires.
Le blockhaus est géré par deux médecins officiers aidés par quatre infirmiers et infirmières. Il possède un bloc opératoire central et deux salles pouvant accueillir jusqu’à 20 blessés alités. La salle d’opération est placée au centre de l’édifice à proximité du dortoir des infirmiers.
Les soins les plus divers sont prodigués aux patients : extraction de balles ou d’éclats d’obus à l'aide d'un détecteur sanitaire de métaux, nettoyage de plaies et sutures, amputations… La table d’opération est située au centre de la pièce pour faciliter les déplacements des médecins autour du malade. Des tomettes au sol ont été posées; elles sont plus facilement lavables après les opérations. La poubelle est enterrée ainsi que les conduites d’eau chaude alimentant les radiateurs. La salle dispose d’une armoire à pharmacie et d’un lavabo situé près de la porte donnant accès à la chambre des infirmiers. 
Une recommandation est peinte en rouge au-dessus du sas et des craponnières : « Bei Nacht kein Licht hinter geoffneter Scharte » (la nuit pas de lumière derrière une fenêtre ouverte).
La chambre des infirmiers-brancardiers comporte des lits fixés au mur ; ils sont rabattables vers l’avant pour les nuitées, afin de gagner de la place en journée. Habité en permanence, les infirmiers peuvent soigner jusqu’à une trentaine de blessés et effectuer des opérations de premières urgences. 
Ce sont eux qui établissent un premier diagnostic. Le blessé accède à l‘entrée du bunker élargi à 1,10 mètre afin de faciliter le passage des brancards, les murs sont taillés en biais. Les infirmiers disposent d’un carnet de fiches aux couleurs différentes. Une seule va être accrochée au blessé pour faciliter ensuite le travail du chirurgien. Une bande rouge (transportable), deux bandes rouges (non transportable), une bande verte (maladie contagieuse), une bande jaune (maladie infectieuse). Les infirmiers doivent ensuite conditionner le blessé en vue de sa translation sur le lieu de soins. 
C’est surtout à la fin de la guerre que le blockhaus hôpital dut faire face à un afflux de blessés important.
En août 1944, le personnel infirmier est débordé. 
Entre le 6 août et le 27 aout 1944, c’est une centaine de marins allemands qui sont pris en charge en ce lieu, provenant de navires de guerre coulés au large des Sables-d'Olonne, au large des communes de Bretignolles-sur-Mer et Saint-Gilles-Croix-de-Vie.
Le 6 aout 1944 un escorteur rapide allemand SG3 arrive à rejoindre les Sables alors que l’ensemble de leur convoi est attaqué par des destroyers alliés. Sept navires de guerre allemands de ce convoi sont coulés près de l’île d’Yeu entrainant la mort d’environ 800 marins allemands. Le commandant de l’escorteur SG3 pense être à l’abri, ancré face à la grande plage dans la baie des Sables (bouée de "danger isolé") et le commandant Klotzbach débarque ses morts et blessés qui sont aussitôt transférés dans le blockhaus hôpital. Le répit est de courte durée pour le SG3 bombardé et coulé, en soirée par l’aviation britannique. Plusieurs dizaines de marins gravement blessés sont transportés d’urgence afin d’être pris en charge au blockhaus, 38 autres sont décédés.
Peu après, les dossiers médicaux de l’ensemble des hospitalisés sont brûlés à l’intérieur même de cet édifice noircissant les murs. En effet, l’armée allemande bat en retraite dans la nuit du 27 au 28 août. Tous les blessés sont évacués avant l’arrivée de l’armée française de libération. Deux officiers de cette armée, un médecin et un chirurgien des Forces Françaises de l’Intérieur viennent récupérer ce que les troupes sanitaires allemandes ont abandonné. Les médicaments pourront servir pour les combattants vendéens.
Le blockhaus est ensuite utilisé par l’armée française cantonnée dans l’abbaye, servant de caserne pour les FFI Vendéens et qui leur servira de point de départ pour aller libérer les poches de Saint-Nazaire et La Rochelle, jusqu’en mai 1945.
Ce blockhaus hôpital, ouvrage unique en France, transformé en musée par les frères Luc et Marc Braeuer. le blockhaus se visite depuis le 1er juillet 2017. Il rend honneur à tous ceux qui se sont battus pour libérer la France, résistants locaux déportés et FFI. Leur mémoire n’est pas oubliée. Seulement quelques blockhaus hôpitaux ont été construits sur le mur de l'Atlantique en France durant la Seconde Guerre mondiale. 
Celui des Sables-d'Olonne est le seul à avoir été aussi bien conservé. Les autres ont été détruits ou enterrés. 